# Бор (Ярославский район)
Бор — деревня в Ярославском районе Ярославской области. Входит в состав Заволжского сельского поселения.

## География
Находится в восточной части Ярославской области на расстоянии приблизительно 6 км на восток-северо-восток по прямой от станции Филино.

## История
В 1859 году здесь (деревня Ярославского уезда Ярославской губернии) было учтено 13 дворов, в 1898 — 12.

## Население
Численность населения: 67 человек (1859 год), 7 (русские 86 %) в 2002 году, 20 в 2010.